# Jancsó Dávid
Jancsó Dávid (Budapest, 1982. július 2. –) magyar film- és televíziós vágó.

## Életpályája
Jancsó Miklós filmrendező és Csákány Zsuzsa filmvágó gyermeke. Apja előző házasságaiból három testvére van: Ifj. Jancsó Miklós (Jancsó Nyika) operatőr és Jancsó Katalin (Jancsó Babus) jelmeztervező, valamint Jancsó Zoltán forgatókönyvíró.
1990 és 1992 között, amikor édesapja a Harvard Egyetem Kommunikációs Intézetének tanára volt, Jancsó Dávid vele élt az Egyesült Államokban, és a Massachusetts állambeli Cambridge-ben járt általános iskolába, ahol jól megtanult angolul.
2006-tól 2009-ig a Színház- és Filmművészeti Egyetem (SZFE) film- és televíziós vágó szakos hallgatója volt Sellő Hajnal osztályában. Az SZFE előtt kommunikációt és politológiát tanult (Western Maryland College), valamint jogi tanulmányokat folytatott (CEU).
A Magyar Filmakadémia (MFA) és az Európai Filmakadémia (EFA) tagja, a Magyar Film- és Videóvágók Egyesületének (HSE) alelnöke.
Nős, három gyermeke van.

## Munkássága
Szülei munkája révén már fiatalon megismerkedhetett a filmkészítés, de főleg a vágás alapjaival.
Édesanyjával közösen vágták apja utolsó két alkotását. Még az SZFE másodéves hallgatója volt, amikor Mundruczó Kornél rendező felkérte Delta című filmdrámájának vágására. Kettejük között jó munkakapcsolat alakult ki, így Jancsó vágta később Mundruczó Szelíd teremtés – A Frankenstein terv (2010), a Fehér isten (2014), a Jupiter holdja (2017), a Pieces of a Woman (2020), az Evolúció (2021) és a gyártás alatt álló At the Sea című filmjeit is.
Számos televíziós sorozat epizódjának vágója; a legjelentősebbek a Társas játék (2011), Terápia (2012), a Szabadság – Különjárat (2013) és a Bourne-univerzumhoz csatlakozó Treadstone (2019).
2015-ben Brady Corbet színész elsőfilmes rendezőnek Jancsó Dávidot ajánlották a részben magyar gyártású Egy vezér gyermekkora című filmjének vágására. Második filmjéhez (Vox Lux) ugyancsak őt kérte fel 2018-ban, azonban Jancsónak vissza kellett utasítania, mert éppen harmadszor lett apa, és már elkötelezte magát Mundruczó egy újabb (később meg nem valósult) projektjéhez. Jancsó vágta Corbet élettársának, Mona Fastvoldnak 2020-ban elkészült Eljövendő világ című filmdrámáját. 2024-ben Tim Murrellel közösen vágta Dev Patel rendezői debütálását,  a A Majomember című akcióthrillert. Ugyanebben az évben Corbet díjak sorával kitüntetett nagy sikerű A brutalista című filmdrámájának vágásáért volt felelős; amelyért az amerikai kritikusok szövetségei számos díjra jelölték „a filmév legjobb vágásáért” kategóriákban. 2025-ben legjobb vágás kategóriában elnyerte az amerikai Filmújságírónők Szövetségének díját, és ugyancsak vágás kategóriában Oscar-díjra jelölték.
Tehetsége elismeréseként 2010-ben színház- és filmművészeti kategóriában Junior Prima díjban részesült.

## Filmjei

### Vágóként

#### Nagyjátékfilmek
- 2006 – Ede megevé ebédem (rendező: Jancsó Miklós)
- 2008 – Delta (rendező: Mundruczó Kornél)
- 2009 – Oda az igazság (rendező: Jancsó Miklós)
- 2010 – Szelíd teremtés – A Frankenstein terv (rendező: Mundruczó Kornél)
- 2014 – Fehér isten (rendező: Mundruczó Kornél)
- 2014 – Tom Sawyer és Huckleberry Finn (Tom Sawyer & Huckleberry Finn) (rendező: Jo Kastner)
- 2015 – Egy vezér gyermekkora (The Childhood of a Leader) (rendező: Brady Corbet)
- 2017 – Jupiter holdja (rendező: Mundruczó Kornél)
- 2020 – Pieces of a Woman (rendező: Mundruczó Kornél)
- 2020 – Eljövendő világ[9] (The World to Come) (rendező: Mona Fastvold)
- 2021 – Evolúció (rendező: Mundruczó Kornél)
- 2024 – A Majomember (Monkey Man) (rendező: Dev Patel)
- 2024 – A brutalista (The Brutalist) (rendező: Brady Corbet)

#### Kisfilmek, televíziós alkotások
- 2007 – Experidance: The Legend of Dance (televíziós sorozat)
- 2007 – Kócos (kisjátékfilm, rendező: Gerő Marcell)
- 2007 – Budapest ostroma (dokumentumfilm sorozat)
- 2009 – A jóéjtpuszi  (kisjátékfilm, rendező: Juszt Balázs)
- 2011 – A kutyákat elengedtem  (kisjátékfilm, rendező: Ágh Márton)
- 2011 – Valami kék  (kisjátékfilm, rendező: Zomborácz Virág)
- 2011 – Társas játék (televíziós sorozat, 2 epizód)
- 2012 – Terápia (televíziós sorozat, 6 epizód)
- 2012 – Split perfect (kisjátékfilm, rendező: Juszt Balázs)
- 2013 – Szabadság – Különjárat (televíziós sorozat)
- 2015 – Unnecessary Sounds (kisfilm, rendező: Kostil Danila)
- 2019 – Treadstone (televíziós sorozat, 2 epizód)
- 2022 – That Dirty Black Bag (televíziós sorozat, 5 epizód)
- 2023 – A zsúfolt szoba (The Crowded Room) (minisorozat, 3 epizód)

### A filmvágó részleg tagjaként
- 2008 – 100 halálos lépés (100 Feet)[14] (rendező: Eric Red)
- 2010 – Ölésre ítélve (Svik) (rendező: Jerzy Skolimowski)
- 2012 – Az ajó (rendező: Szabó István)
- 2013 – Geld her oder Autsch'n! (rendező: René Marik, Johan Robin)
- 2014 – 1989 – Határon (1989) (rendező: Rácz Erzsébet, Anders Østergaard)
- 2014 – A kivégzés (kisjátékfilm, rendező: Szőcs Petra)
- 2015 – Alatriste (Las aventuras del capitán Alatriste) (televíziós sorozat, 10 epizód)
- 2018 – A sötétség gyermekei (Lords of Chaos) (rendező: Jonas Åkerlund)
- 2019 – V. Henrik (The King) (rendező: David Michôd)
- 2019 – K-12 (rendező: Melanie Martinez)
- 2020 – Teremtőm (Archive) (rendező: Gavin Rothery)
- 2023 – Az almafa virága (rendező: Szűcs Dóra)